# 콜베어 르포

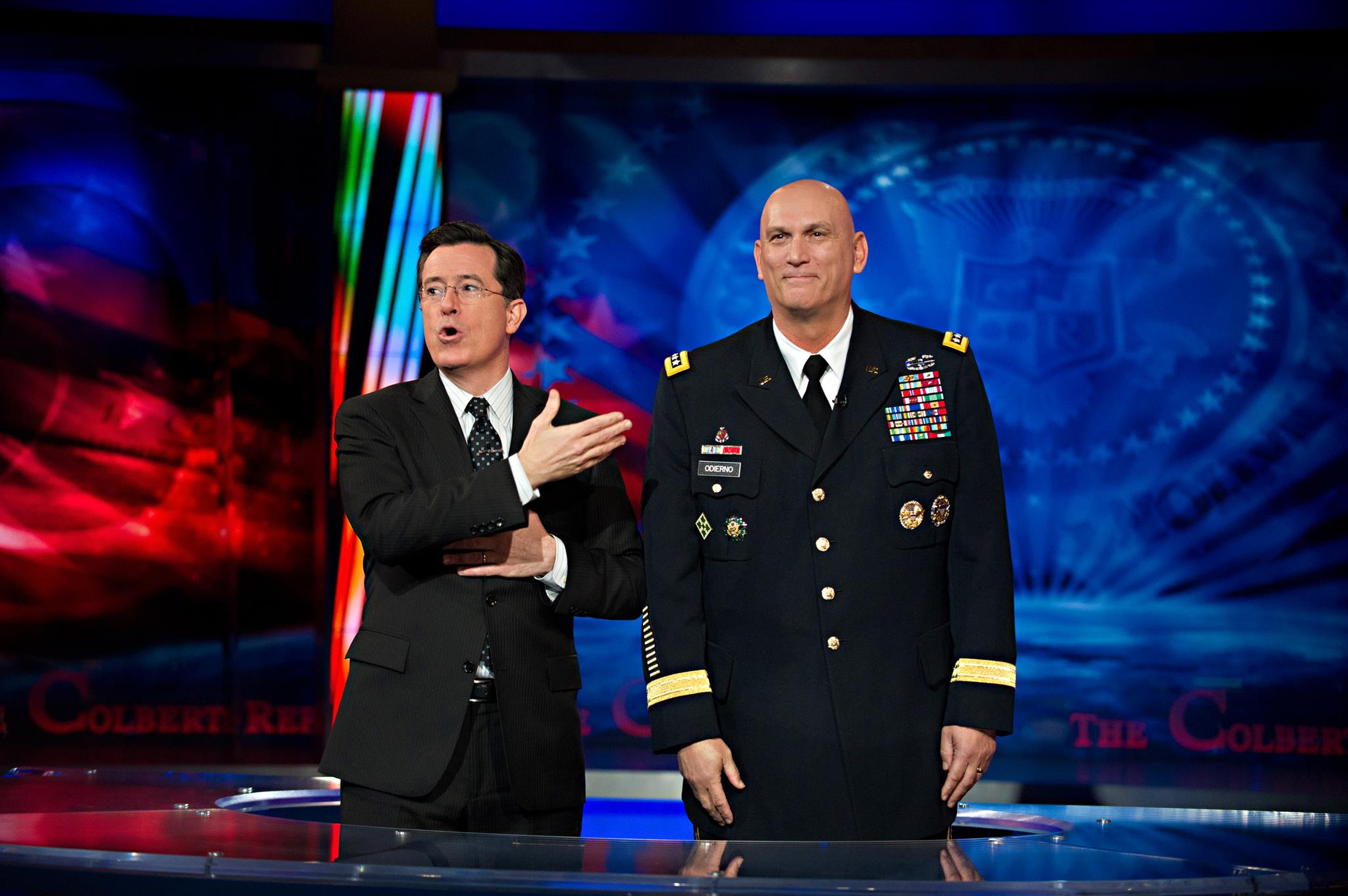

《콜베어 르포》(The Colbert Report 불어 발음으로 읽는다[*])는 미국의 TV 프로그램이다. 할리우드 스타들은 물론 힐러리 클린턴도 이 프로그램에 출연해 화제가 된 바있다. 스티븐 콜베어가 출연하여 "딱딱한 보수파로, 무지 오만하고 어리석은 말을 하는 정치 평론가 스티븐 콜베어"라는 캐릭터를 연기하는 것으로, 그러한 사람들을 통렬하게 비판한다.